# Dolina Luczańska

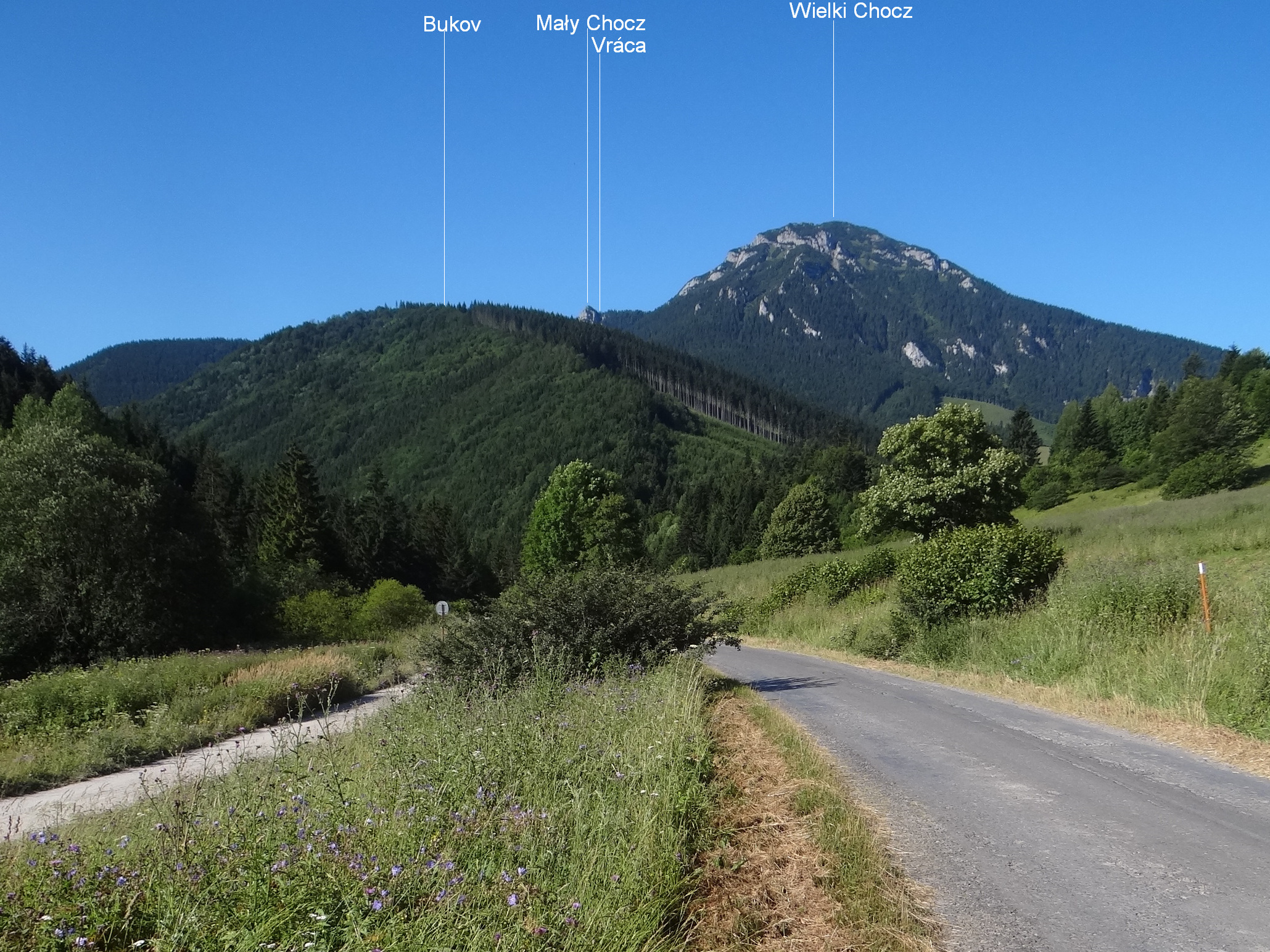
Dolina Luczańska, widok spod przełęczy Vrchvarta

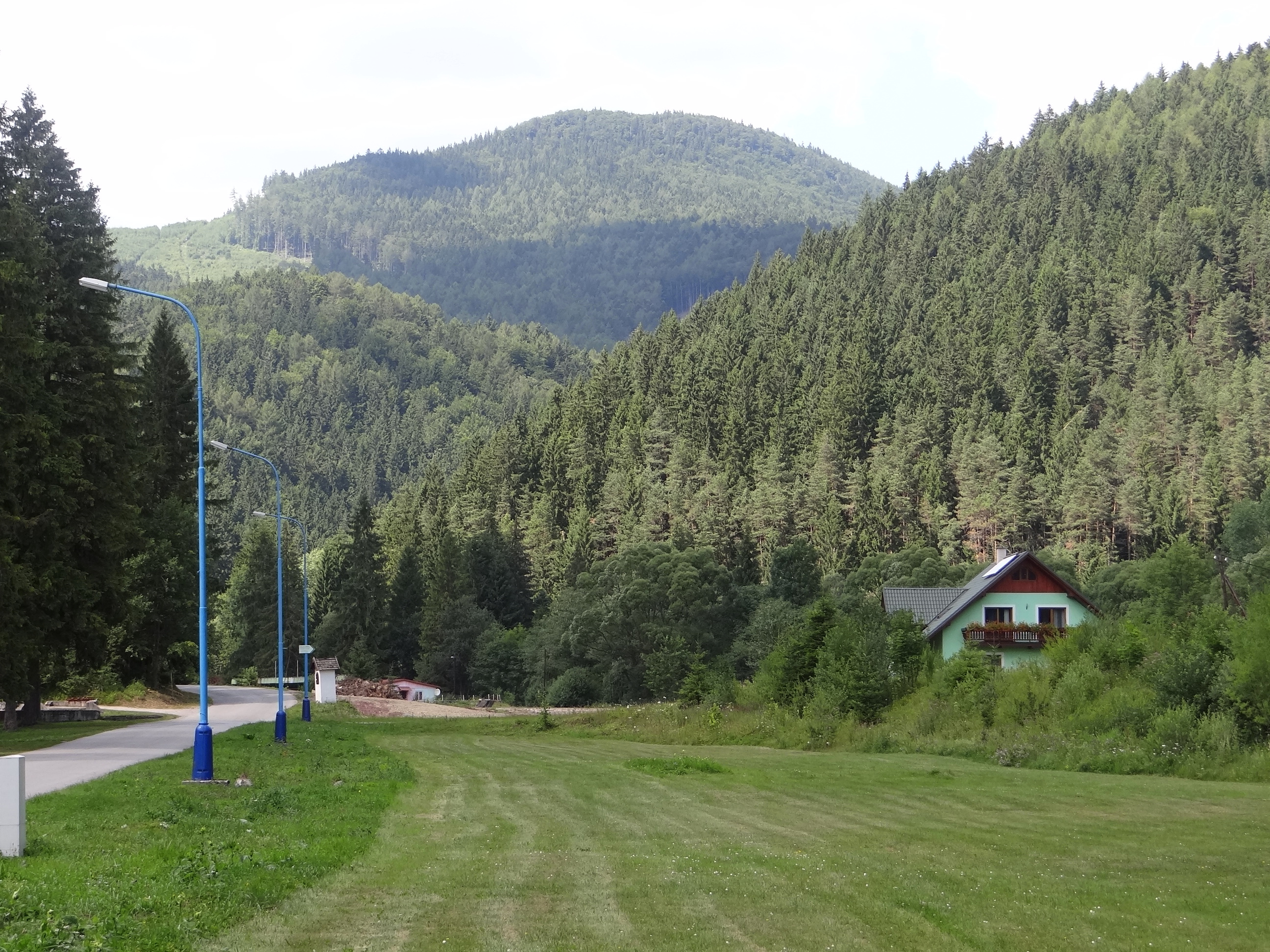
Luczańska Dolina w miejscowości Lúčky

Dolina Luczańska, Dolina Raztoczna (Lúčanská dolina, też: Ráztočná dolina) – wybitna dolina w Górach Choczańskich na Słowacji, rozdzielająca grupę Wielkiego Chocza na zachodzie od Sielnickich Wierchów na wschodzie. Orograficznie prawe zbocza doliny tworzą wzniesienia Grupy Wielkiego Chocza: Ostroň (1105 m), Holica (1056 m), Wielki Chocz (1465 m), Bukov (1218 m), Turícka Magura (1085 m), Smrekov (1024 m), lewe Sielnickie Wierchy: Magura (1171 m) i Plieška (977 m).
Dolina ma długość ok. 8 km i płynie nią potok Teplianka (ta, górna jego część, nosi też nazwy Ráztočná lub Lúčanka), którego źródła znajdują się w kotle między szczytami Ostroň i Havrania (1130 m). Jest w większości zalesiona, jedynie w jej górnej części, w pobliżu przełęczy Vrchvarta znajdują się duże polany i łąki, z których roztaczają się widoki na południową stronę. Największym odgałęzieniem jest Jastrabia dolina wcinająca się między masyw Bukova a masywy Turíckiej Magury i Smrekova. Spływa nią Žimerov potok.
Doliną Luczańską, a następnie przez przełęcz Vrchvarta, biegnie droga jezdna z miejscowości Lúčky (na południu, po stronie liptowskiej) do wsi Osádka (na północy, już na Orawie). Zimą nie jest odśnieżana.

## Szlaki turystyczne
Lúčky – Dolina Luczańska – Jastrabia dolina – Žimerová – Vráca – Wielki Chocz. 4 h 15 min, ok. 1000 m podejścia.